# Mizuhiki

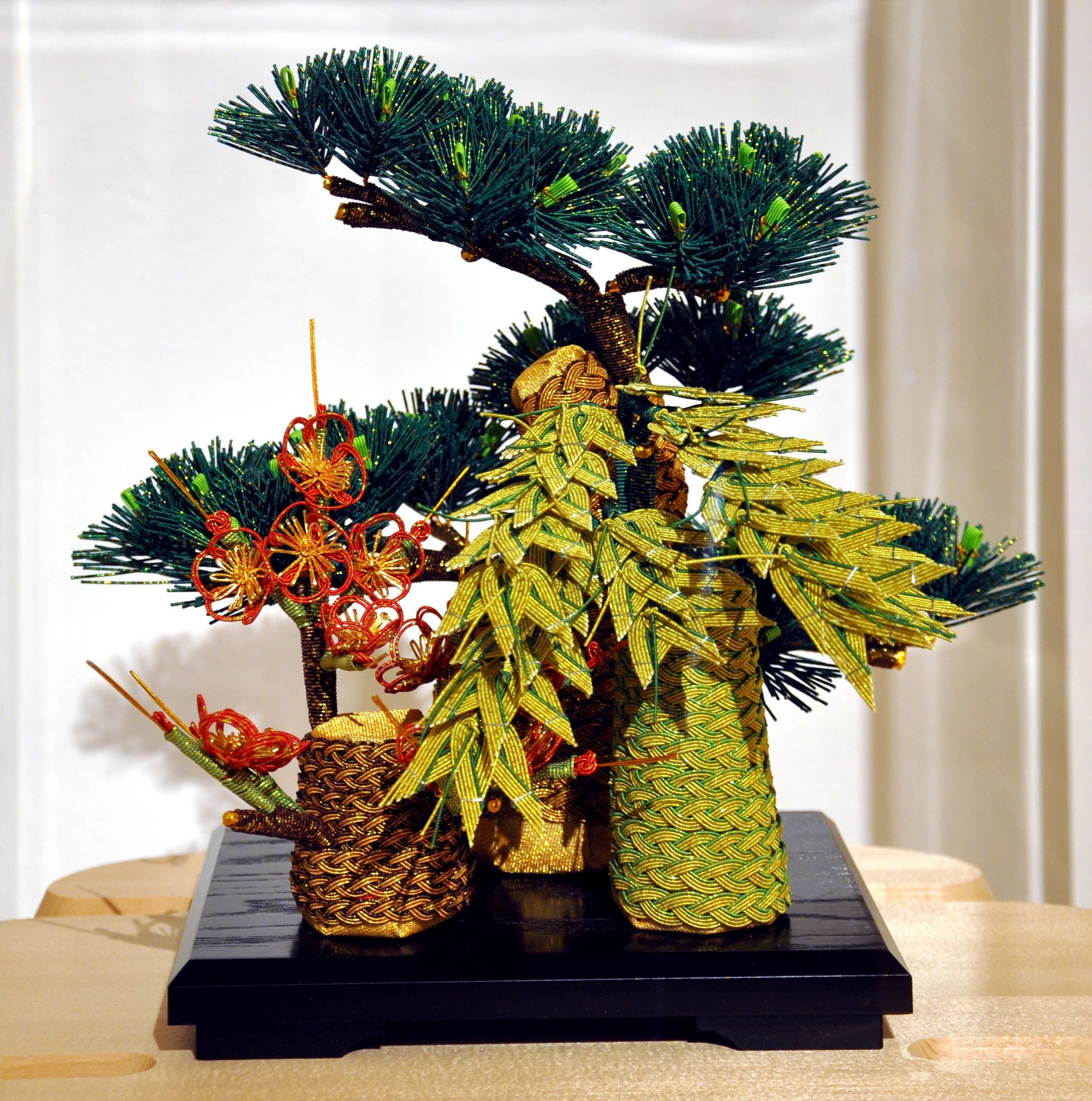
Arbre utilisant des cordelettes de mizuhiki.

Le mizuhiki (水引, litt. « conduire l'eau », en référence aux tuyaux) est un art japonais de création de volumes à base de cordelettes de papier tressé, aujourd'hui souvent remplacé par des tuyaux en polyester, comme le scoubidou. Il reprend l'art traditionnel des nœuds chinois  mais l'adapte également à la représentation d'œuvres figuratives ou bien à la création de peintures.

## Matière première
La cordelette mizuhiki est fabriquée à partir de papier washi torsadé, puis enduit de colle (en japonais, nori) pour le rendre plus solide. Elle peut ensuite être teinte dans une multitude de couleurs, avant ou après le façonnage.

## Utilisations
Les ouvrages en mizuhiki sont traditionnellement des nœuds symboliques ornant les cadeaux. Ils répondent à des codes précis, les couleurs devant être adaptées à l’occasion : par exemple, rouge et blanc pour une naissance, ou or et blanc pour un mariage.

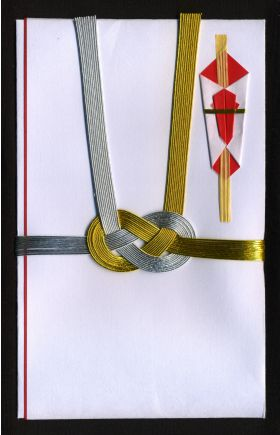
Kekkon mizuhiki.
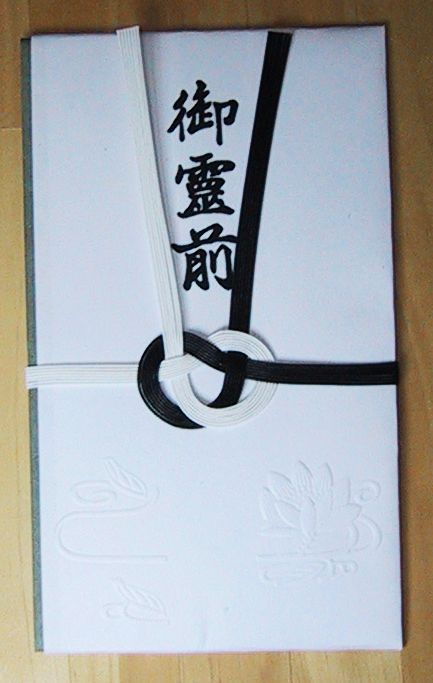
Enveloppe funéraire.
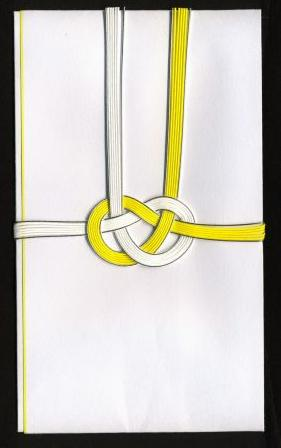
Hoji mizuhiki.
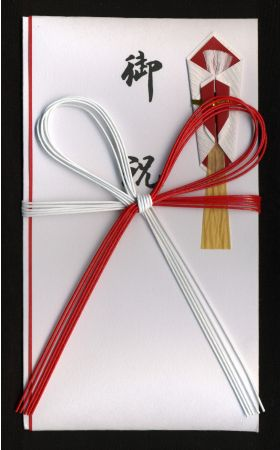
Shugi mizuhiki.

Des éléments en mizuhiki peuvent aussi être utilisés pour agrémenter les ornements kanzashi, notamment pour rajouter des détails aux fleurs.